# Asgata
Asgata (griechisch Ασγάτα) ist eine Gemeinde im Bezirk Limassol in der Republik Zypern. Bei der Volkszählung im Jahr 2021 hatte sie 464 Einwohner.

## Lage und Umgebung

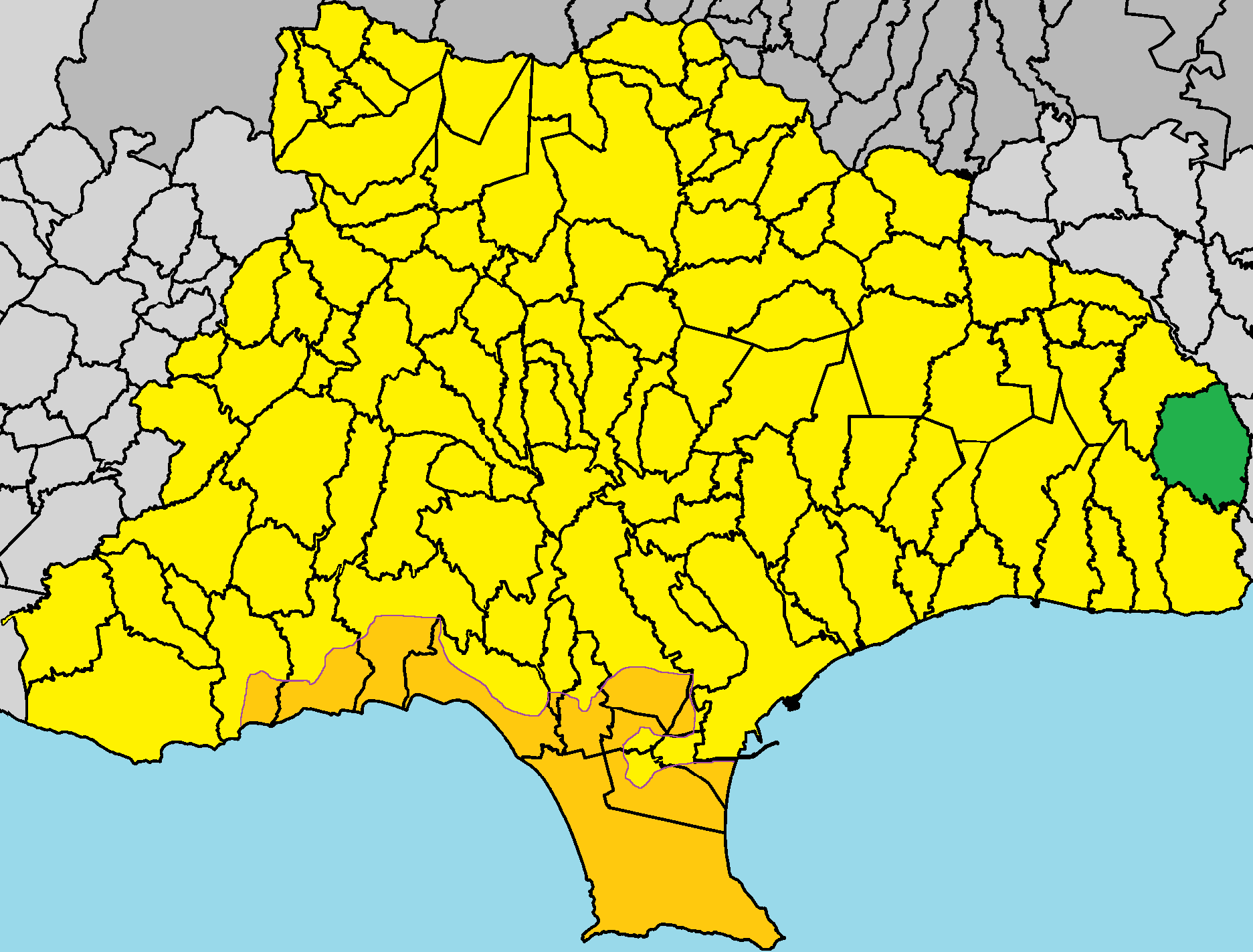
Lage im Bezirk Limassol

Asgata liegt im Süden der Mittelmeerinsel Zypern auf einer Höhe von etwa 150 Metern, etwa 26 Kilometer nordnordöstlich von Limassol. Es liegt an den Grenzen von den Bezirken Limassol und Larnaka und ist das östlichste Dorf des Bezirks Limassol. Die Landschaft ist meist von Wäldern und kalkhaltigen Böden geprägt. Hier werden verschiedene Gemüsesorten, Hülsenfrüchte, Kartoffeln, Oliven, Mandeln, Granatapfel und mehr angebaut.
Das etwa 20 Quadratkilometer große Dorf grenzt im Süden an Pendakomo, im Südwesten an Monagroulli, im Westen und Norden an Vasa Kellakiou, im Nordosten an Ora und im Osten an Kalavasos.

## Geschichte
Auf dem Gebiet, das administrativ zu Asgata gehört, gab es in Abständen von der Antike bis 1978 Minen. Archäologische Ausgrabungen und Funde zeigten, dass es in der Gegend seit der Antike eine Mine gab. Tatsächlich fand die Verarbeitung des Metalls in derselben Gegend statt. Nach der Römerzeit hörte die Ausbeutung der Minen auf, um erst Anfang des 20. Jahrhunderts wieder aufzunehmen. Ein englisches Unternehmen beschloss nach Recherchen in der Gegend, sie 1928 wieder zu eröffnen. Mitte der 1930er Jahre verkaufte es seine Rechte an ein anderes Unternehmen. Die Wiedereröffnung des Bergwerks führte zu einer Zunahme der Bevölkerung des Gebiets und zur Entwicklung der Gemeinde.
1978 wurde der Betrieb der Mine wegen unrentabler Ausbeutung eingestellt.

### Bevölkerungsentwicklung
| Jahr      | 1881 | 1891 | 1901 | 1911 | 1921 | 1931 | 1946 | 1960 | 1976 | 1982 | 1992 | 2001 | 2011 | 2021 |
| Einwohner | 244  | 312  | 308  | 399  | 435  | 471  | 704  | 608  | 390  | 282  | 299  | 389  | 417  | 464  |